# 2000m²
2000m², auch Weltacker genannt, ist ein Lernort, der sich seit 2018 im Botanischen Volkspark Blankenfelde-Pankow befindet. Ursprünglich handelte es sich um ein Projekt der Zukunftsstiftung Landwirtschaft, das 2015 in Berlin-Gatow durchgeführt und 2016/2017 im Rahmen der IGA in Berlin-Marzahn weitergeführt wurde. Die Theorie basiert darauf, dass rein rechnerisch für jeden Erdbewohner eine Ackerfläche von etwa 2000 m² zur Verfügung steht. Als visuelle Hilfestellung zeigt es auf dem Weltacker die Bepflanzung der Ackerfläche der Erde im Kleinen. Durch die Beteiligung von freiwilligen Testessern wird gezeigt, dass man sich mit den auf dieser Fläche geernteten Lebensmitteln gesund ernähren kann, obwohl Europäer rein rechnerisch eine viel größere Fläche beanspruchen. Angegliederte Bildungsprojekte für verschiedene Altersgruppen zielen darauf ab, die Wertschätzung von Lebensmitteln zu erhöhen und zu zeigen, welche Folgen die Konsumentenentscheidungen vor Ort für eine strukturelle Änderung der weltweiten Landwirtschaft haben können.

## Kernaussagen
Derzeit werden weltweit etwa 1,5 Milliarden Hektar als Ackerfläche genutzt.
Teilt man diese Fläche durch die Zahl der Weltbevölkerung, so ergibt sich pro Kopf eine Anbaufläche von etwa 2000 m² (0,2 Hektar): Darauf wird nicht nur Nahrung angebaut, sondern zum Beispiel auch Baumwolle und Biodieseltreibstoff.
Nach Berechnungen von Umweltexperten der Vereinten Nationen werden rein rechnerisch für den Anbau der Lebensmittel, die jeder Europäer verbraucht, 4000 Quadratmeter Ackerfläche benötigt.
Mit dem Projekt soll gezeigt werden, dass man sich auch mit den auf nur 2000 Quadratmetern geernteten Lebensmitteln gesund ernähren kann.

## Projektgedanke
Als visuelle Hilfestellung wird auf einer 2000 m² großen Fläche die Bepflanzung der Ackerfläche der Erde im Kleinen gezeigt: Getreide, Mais, Öl-, Hülsen- und Erdfrüchte, Gemüse, Obst sowie Tabak und Gewürze. Aufgrund fehlender spezifischer Standortfaktoren konnten nicht alle Früchte auf dem kleinen Weltacker in Berlin-Gatow abgebildet werden. So wurde zum Beispiel Reis durch Amarant und Hirse ersetzt.

## Ziele

### Wertschätzung von Lebensmitteln
Die Initiative stellt die Bedeutung von Land- und Forstwirtschaft als Grundlage von Leben, Kultur und Zivilisation auch in der Gegenwart dar. „Der Weltacker soll uns vor Augen führen, dass wir mit unserer heimischen Pflanzenvielfalt locker auf importierte Lebensmittel verzichten könnten.“, so Luise Körner von der Zukunftsstiftung Landwirtschaft.

### Globaler Ansatz
Das Projekt sucht nach Wegen für eine strukturelle Änderung der weltweiten Landwirtschaft. Beim Umgang mit Lebensmitteln im eigenen Land sollen ökologische Folgen und die Lebenssituation im Armutsgürtel der Erde im Blick bleiben. Nach Zahlen der FAO ist Deutschland weltweit zweitgrößter Importeur landwirtschaftlicher Produkte, aber nur viertgrößter Exporteur. Für den Anbau von in Deutschland verbrauchten Agrarprodukten belegen Produzenten und damit auch Konsumenten immer mehr Felder im Ausland, obwohl in Europa sogar pro Person etwas mehr als 2000 Quadratmeter fruchtbare Böden pro Person vorhanden sind.
Ein Projektziel besteht in der Verbreitung der Erkenntnis, dass auch die Konsumenten in Deutschland Änderungen weltweiter Agrarstrukturen anstoßen können, die häufig Großgrundbesitzer begünstigen.

### Bildungsauftrag
Schulklassen und Gruppen von Kindern und Jugendlichen sollen hier Einblicke in die Produktion von Nahrungsmitteln gewinnen, sich aber auch mit den Fragen der globalen Landwirtschaft auseinandersetzen. In den Sommerferien 2016 fanden für Kinder und Jugendliche Workshops zu den Themen Landwirtschaft und globales Lernen statt.

## Geschichte

### Anfänge
Das Projekt ging aus einer Informationskampagne zur europäischen Agrarreform hervor. Aus dieser Agricultural and Rural Convention (ARC2020) wurde inzwischen eine Nichtregierungsorganisation, die das Ziel verfolgt, Visionen und positive Ansätze von zukünftiger Landwirtschaft und Politik für den ländlichen Raum in die öffentliche Diskussion einzubringen.
2014 pachtete die Zukunftsstiftung Landwirtschaft von einem Biobauern aus Berlin-Gatow Ackerfläche an der Havel und legte ein zwölf Meter breites und 170 Meter langes Feld an. Zunächst wurde ermittelt, welchen Tagesbedarf an Gemüse, Getreide, Eiern etc. ein Mensch hat.
Auf dieser Basis wurde im Frühjahr 2015 ein Anbauplan ausgearbeitet.
Neben dem Feld stand ein Bienenstock, bei einem nahen Bauernhof wurden zwei Zweinutzungshühner untergebracht. Zum Kernteam gehörten damals Luise Körner von der Zukunftsstiftung Landwirtschaft, der Koch Florian Kliem und eine Landwirtin. Gegen zwei Tage Feldarbeit und einen Erfahrungsbericht über die zubereiteten Speisen konnten freiwillige Helfer eine Woche lang Lebensmittel vom Acker erhalten.
Ziel war es zunächst herauszufinden, wie viele Nahrungsmittel auf dieser Fläche wachsen können: Mehrere Getreidearten sowie viele Gemüsesorten und Ölpflanzen wurden angebaut. Dagegen wurden erneuerbare Rohstoffe für die Energieerzeugung und Pflanzen für die Fasergewinnung oder die Tierfütterung ausgenommen: Da das Futter für ein im Stall gehaltenes Schwein bereits den halben Acker einnehmen würde, beschränkte man sich auf fleischlose Ernährung.
Die Landwirtin legte das Feld mit über 50 Kulturen so an, dass am Tag 300 Gramm Obst und 600 Gramm Gemüse zur Verfügung standen: Fenchel, Pastinaken, Spinat, Mangold, Brokkoli, Kohlrabi, Sellerie, Karotten, Gurken, Zucchini, Auberginen, Paprika, Tomaten und Kürbis. Auf zehn Prozent der Fläche experimentierte Kliem mit seltenen oder unbekannten Sorten wie der Liebhaber-Erdbeersorte Mieze Schindler. Sogar Soja wurde angebaut und später zu Tofu verarbeitet.
Herbizide, industrielle Insektengifte und Kunstdünger waren tabu.
Im ersten Jahr lautete das Ziel, mit den Erträgen aus der Fläche einen Menschen ein ganzes Jahr lang zu ernähren, zusätzlich wurden Gastesser eingeladen. Die Ernteerträge wurden erfasst, um herauszufinden, wie viele Esser der Acker ernähren würde.

### Umzug auf das Gelände der Internationalen Gartenausstellung 2017
Ende 2015 wurde das Feld neu angelegt, und zwar auf dem Gelände der Internationalen Gartenausstellung 2017 in Berlin-Marzahn am Kienberg.
Anfang 2016 untersuchte eine Seminargruppe von Masterstudenten des Fachgebiets Bodenkunde der Technischen Universität Berlin unter der Leitung von Professor Kaupenjohann das Gelände und stellte eine hohe Bodenverdichtung fest. Deshalb musste mit einer Bodenfräse aufgelockert werden.
Studenten aus Frankreich, Österreich, China und Kenia beteiligten sich an den Arbeiten. Auf 300 Quadratmetern wurde auf dem Grundstück eine schnell wachsende Kleegrasmischung ausgesät, die häufig gemäht und zum Mulchen der Gemüseanbauflächen benutzt wird, um eine Bodenverbesserung zu erreichen. Im August/September 2016 wurde erneut Gründüngung ausgesät. Die Winterbegrünung soll den Boden bedecken und durchwurzeln, die Nährstoffe festhalten und den Boden lockern. Dies ist eine Aufgabe, die jahrelange Arbeit erfordert. Zur Lockerung dient auch die Bearbeitung des immer noch sehr verdichteten Bodens mit einem Sauzahn.
Am 8. Mai 2016 wurde der neue Weltacker offiziell eröffnet. Hier entstand „das wohl nördlichste Reisfeld der Welt.“ Auch der Erdnussanbau war ein landwirtschaftliches Experiment.
Der Weltacker soll ein Ort der Begegnung werden. Auf dem Campus nebenan kann die Ernte verkocht und im noch zu bauenden Umweltbildungszentrum am Wuhleteich diskutiert werden. Dieses ist dank einer neuen Brücke für Hellersdorfer Schüler gut erreichbar.

## Finanzierung
Unterstützt wurde das Projekt beispielsweise von Saatgutherstellern, die sich auf alte, heimische Sorten oder bewusst gentechnikfreie Pflanzen spezialisiert haben. Diese lieferten Setzlinge und Samen für den Acker.
Der Verein Donau-Soja, der Soja in der Donauregion etablieren möchte, spendete Saatgut.
Landwirtschaftsexperten halfen bei der Wahl von Alternativen zu Pflanzen, die eigentlich in Deutschland kaum anbaubar sind wie etwa Soja, für das sich Lupinen als Ersatz anboten. Auch sie liefern Eiweiß und binden darüber hinaus auch Stickstoff im Boden.
An regelmäßig stattfindenden Acker-Montagen helfen Freiwillige bei der Arbeit. So wurde im April 2016 die Wasserleitung für den neuen Weltacker angelegt. Auch Spenden sind eine Geldquelle des Projekts. Für 20 Euro kann man Pate eines Quadratmeters auf dem Weltacker werden.

## Auswertung
Der Versuchsesser aus dem ersten Versuchsjahr 2015 führte das Projekt nicht zu Ende. Die registrierten Erntemengen aber zeigen: Auf 2000 Quadratmetern kann viel mehr wachsen, als ein Mensch braucht, um satt zu werden.
Berichte von Gastessern fielen gemischt aus. Klar wurde, dass man für das Auskommen mit den vorhandenen Lebensmitteln in der Zubereitung und der Zusammenstellung der Mahlzeiten neue Wege gehen muss. Der Zeitfaktor fiel ins Gewicht: So wurden beispielsweise nur Brotzutaten, aber kein Brot geliefert, und wem die Zeit zum Brotbacken fehlte, der musste Brot zukaufen. Dadurch blieb ein Teil der Lebensmittel übrig.
Nicht überall auf dem Weltacker haben sich 2015 die angebauten traditionellen Sorten gegen das Unkraut durchsetzen können, die Roggenernte wurde von einem Schimmelpilz vernichtet.

## Auszeichnungen
2015 wurde das Projekt Sieger im Bundeswettbewerb BodenWertSchätzen der Deutschen Bundesstiftung Umwelt und des Rats für Nachhaltige Entwicklung im Themenfeld Bildungs- und Öffentlichkeitsarbeit. Im Mai 2016 wurde Luise Körner zur Jahreskonferenz des Rates für Nachhaltige Entwicklung eingeladen, um dort das Weltackerprojekt vorzustellen.

## Weitere Projekte

### National

#### Landshut
In Landshut wird ein Weltacker von einem Verein gepflegt, das benachbarte Agrarzentrum hat pachtfrei das Grundstück zur Verfügung gestellt und die Bewirtschaftung mit einer Starthilfe begleitet. Das Saatgut stammt aus Spenden von Landwirten. Das Startkapital betrug nur etwa 15 000 Euro.
In Rothenklempenow, Überlingen und Osnabrück sind ähnliche Projekte entstanden. In Nürnberg ist die Errichtung eines Weltackers geplant (Stand: September 2021).

### International

#### Schweiz
Am 6. Mai 2017 wurde in Nuglar unter der Projektleitung von Urban Agriculture Basel der erste Weltacker der Schweiz eröffnet. Am 26. Mai 2019 wurde ein weiterer Weltacker in Attiswil der Öffentlichkeit vorgestellt. Im Mai 2021 wurde der Weltacker Bern in Zollikofen eröffnet, initiiert von der OGG Bern. 2019 wurde der gemeinnützige Verein Weltacker Schweiz gegründet, der seither die Initiativen in der Schweiz koordiniert. Weltacker Schweiz wird unter anderem im Rahmen des Programm für Nachhaltige Entwicklung des Bundesamtes für Raumentwicklung (ARE) unterstützt.

#### Liechtenstein
Im Jahr 2018 wurde in Mauren am Josef-Murr Weg zwischen Birkahof und Egelsee ein Weltacker angelegt. 2019 folgte ein zweiter in Vaduz am Standort Haberfeld.
Weitere Weltäcker finden sich in Gilgil (Kenia), Heinigou (China), Istanbul (Türkei), Katalele (Demokratische Republik Kongo), Luxemburg, Navdanya (Indien), das auf Vandana Shiva zurückgeht, sowie Quily (Frankreich), Whitmuir (Schottland) und Ytteryärna (Schweden).